# Miagrammopes zenzesi
Miagrammopes zenzesi là một loài nhện trong họ Uloboridae.
Loài này thuộc chi Miagrammopes. Miagrammopes zenzesi được Cândido Firmino de Mello-Leitão miêu tả năm 1945.